# Нижній Славков
Нижній Славков, або Нижній Славків (словац. Nižný Slavkov) — село в Словаччині, Сабинівському окрузі Пряшівського краю. Розташоване в північно-східній частині Словаччини на межі Шариської височини, Левоцьких гір та Браниська в долині Славковського потока.
Уперше згадується у 1289 році.
У селі є римо—католицький костел, первісно ранньоготичний з останньої третини 13 століття.

## Населення
| Рік:            | 1994. | 2004.   | 2014.   | 2024.   |
| --------------- | ----- | ------- | ------- | ------- |
| Кількість осіб: | 800   | 789     | 833     | 876     |
| Різниця:        |       | -1,37 % | +5,57 % | +5,16 % |

| Рік:            | 2023. | 2024.   |
| --------------- | ----- | ------- |
| Кількість осіб: | 880   | 876     |
| Різниця:        |       | -0,45 % |

У селі проживає 816 осіб.
Національний склад населення (за даними останнього перепису населення — 2001 року):
- словаки — 95,46 %,
- цигани — 3,89 %,
- моравці — 0,13 %.

Склад населення за приналежністю до релігії станом на 2001 рік:
- римо-католики — 96,89 %,
- греко-католики — 0,91 %,
- не вважають себе вірянами або не належать до жодної вищезгаданої конфесії — 2,21 %.

## Географія
Протікає Славковський потік.